# Myrina silenus
Myrina silenus (Fabricius, 1775) è un lepidottero della famiglia Lycaenidae.

## Descrizione

### Adulto
Presenta una caratteristica livrea bruna e blu metallica dalle lunghe code.
Le femmine sono simili ai maschi, ma sono più grandi e hanno fasce arancioni sulle ali anteriori e colorazione blu meno estesa sulle posteriori.

### Larva
Il bruco è verde con macchie bianche.

Si nutre delle foglie dei fichi.

## Distribuzione e habitat
Diffusa nell'Africa tropicale e subtropicale.